# Championship Off-Road Racing

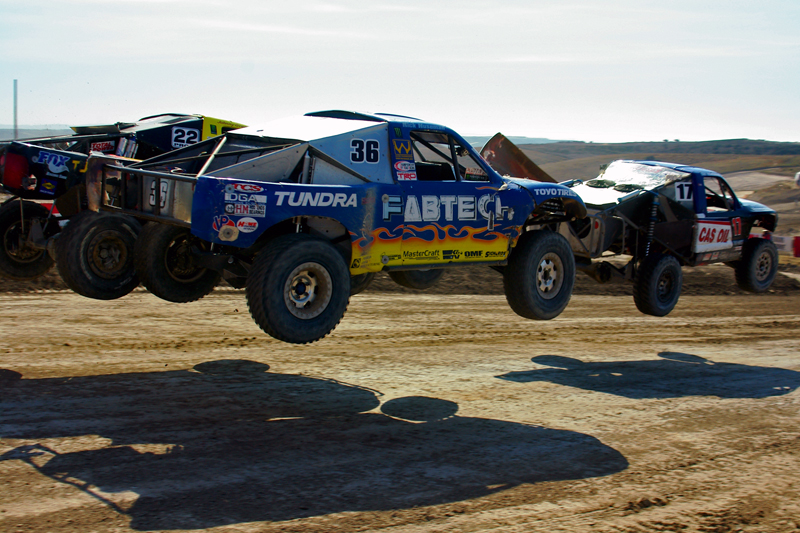
Des voitures de la catégorie Pro 4 en bagarre.

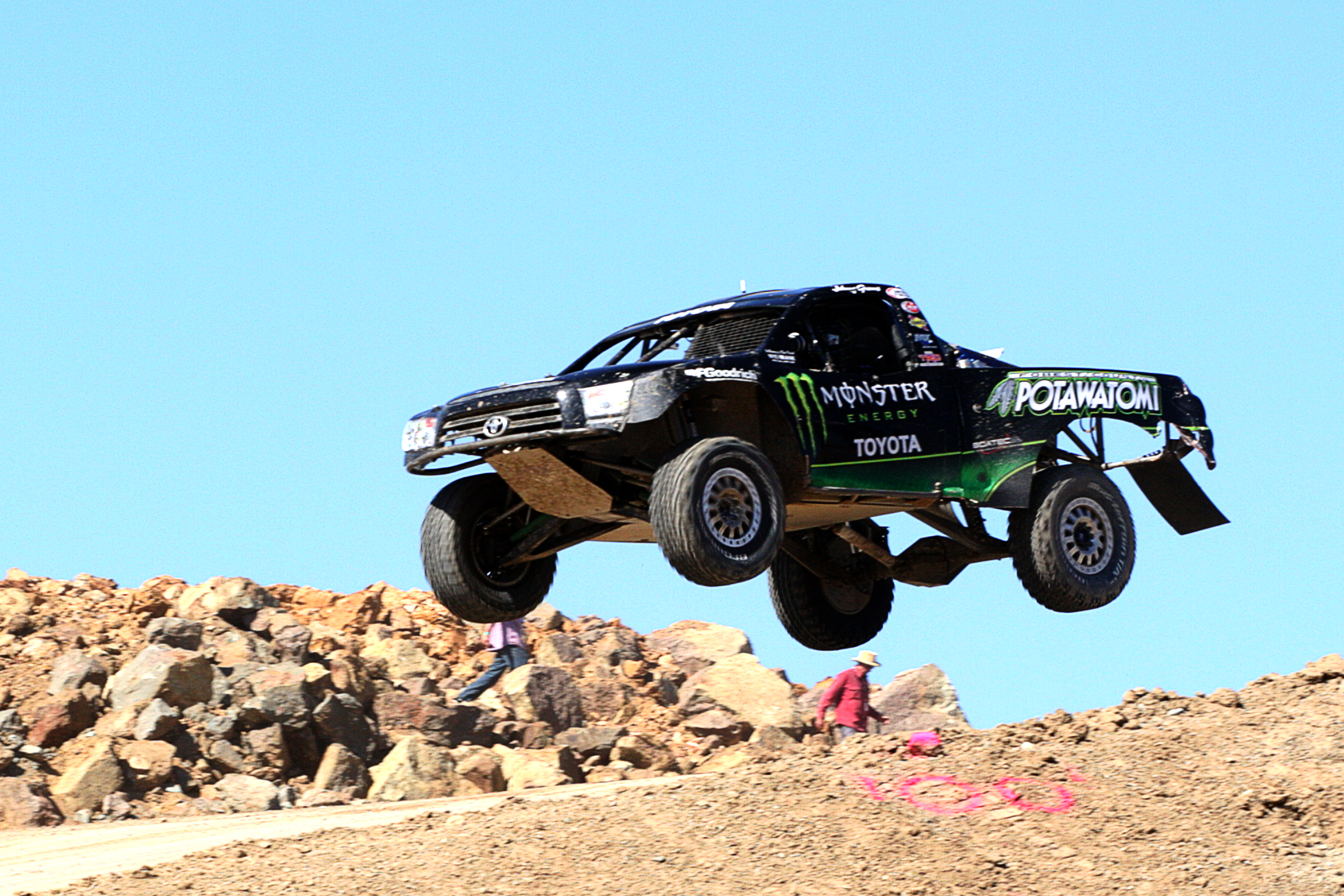
Johnny Greaves, champion dans la catégorie Pro 4 en 2002, 2005 et 2006.

Le Championship Off-Road Racing (généralement abrégé par CORR) est un ancien championnat de voitures tout-terrain dans les États-Unis. Il a été créé en 1998 et a fait faillite en 2008. Ses courses ont été retransmise à la télévision.

## Historique
Le CORR a été créé en 1998 par le commentateur sportif américain Martin Reid. Le championnat, qui devait être une catégorie inférieure par rapport à la catégorie reine de l'époque, le SODA, fut très rapidement le pilier de la compétition off-road, après que de nombreux pilotes, dont les plus connus, ont décidé d'intégrer les CORR en fin de saison 1997. Par la suite, le championnat a été acheté par Jim Baldwin en 2005.
Mais en octobre 2008, Baldwin a annulé les deux meetings qui se déroulaient à Las Vegas. Dans un communiqué de presse, il a déclaré : "Le Championship Off Road Racing a pris la difficile décision d'annuler le Primm, la course du Nevada, se disputant le 25 et le 26 octobre. La crise financière actuelle a rendu très difficile le couvrement des coûts du championnat". Il a déposé le bilan et abandonné le championnat. Il sera remplacé par le World Series of Off-Road Racing (en), plus tard remplacé, à son tour par le Lucas Oil Off Road Racing Series (en).

## Catégories
Il y avait dix catégories dans le championnat. Le plus connu d'entre eux est le Pro 4.
| Truck                                         | Buggy              |
| Pro 4                                         | Pro Buggy          |
| Pro 2                                         | Single Buggy       |
| Pro Spec                                      | Side-By-Side (UTV) |
| Pro Lite                                      | Side-By-Side (UTV) |
| Trophy Kart (Junior I, Junior II et Modified) | Side-By-Side (UTV) |

## Palmarès
| Saison | Pro 4          | Pro 2          | Pro Light      |
| ------ | -------------- | -------------- | -------------- |
| 1998   | Jack Flannery  | Ricky Johnson  | Johnny Greaves |
| 1999   | Walker Evans   | Scott Taylor   | Johnny Greaves |
| 2000   | Rob MacCachren | Scott Taylor   | Jeff Kincaid   |
| 2001   | Rob MacCachren | Scott Taylor   | Jeff Kincaid   |
| 2002   | Johnny Greaves | Scott Taylor   | Jeff Kincaid   |
| 2003   | Carl Renezeder | Scott Taylor   | Jeff Kincaid   |
| 2004   | Jason Baldwin  | Scott Taylor   | Kyle LeDuc     |
| 2005   | Johnny Greaves | Carl Renezeder | Jeff Kincaid   |
| 2006   | Johnny Greaves | Carl Renezeder | Chad Hord      |
| 2007   | Carl Renezeder | Jerry Whelchel | Rob Naughton   |
| 2008   | Carl Renezeder | Rob MacCachren | Marty Hart     |